# E.G. Marshall
E.G. Marshall, pseudonimo di Everett Eugene Grunz (Owatonna, 18 giugno 1914 – Bedford, 24 agosto 1998), è stato un attore statunitense.

## Biografia
Di origini tedesche, era il figlio di Hazel Irene Cobb (1892–1975) e di Charles G. Grunz (1882–1959).
Volto noto del piccolo e grande schermo, nacque in una cittadina del Minnesota e adottò il nome d'arte di E.G. Marshall senza mai chiarire cosa significassero le sigle E.G. del nome proprio, anche se si suppone siano le iniziali dei suoi veri nome e cognome. Sposato 3 volte, ebbe 7 figli. Si avvicinò alla recitazione interpretando, grazie alla corporatura massiccia e al volto severo, personaggi autoritari e inflessibili. Più conosciuto in patria che all'estero, lo si ricorda principalmente per la sua interpretazione di uno dei 12 personaggi protagonisti del dramma giudiziario La parola ai giurati (1957). Divenne famoso negli anni sessanta per aver dato vita al personaggio dell'avvocato difensore Lawrence Preston nella serie televisiva La parola alla difesa, che gli valse due Emmy Award come miglior interprete protagonista (1962 e 1963).
Attivo nel cinema più in ruoli di caratterista che di attore protagonista, ebbe maggior risalto in TV negli anni settanta, grazie al personaggio del Dr. David Craig nella serie I nuovi medici; nel 1974 divenne una voce famosa nel programma radiofonico CBS Radio Mystery Theater (1974-1982), che tentava di rilanciare i fasti dell'età dell'oro della radio americana con un programma notturno. Marshall era l'ospite principale che intratteneva il pubblico e partecipò al programma per i primi 7 anni di radiodiffusione. In età avanzata ebbe modo di lavorare con registi come Oliver Stone in Gli intrighi del potere - Nixon (1995), nella parte del generale John Newton Mitchell, implicato nello scandalo Watergate, e Clint Eastwood, che in Potere assoluto (1997) gli ritagliò su misura il ruolo di un uomo d'affari politicamente influente.

## Filmografia parziale

### Cinema
- Chiamate Nord 777 (Call Northside 777), regia di Henry Hathaway (1948)
- Criminale di turno (Pushover), regia di Richard Quine (1954)
- L'ammutinamento del Caine (The Caine Mutiny), regia di Edward Dmytryk (1954)
- La lancia che uccide (Broken Lance), regia di Edward Dmytryk (1954)
- Il calice d'argento (The Silver Chalice), regia di Victor Saville (1954)
- La mano sinistra di Dio (The Left Hand of God), regia di Edward Dmytryk (1955)
- La montagna (The Mountain), regia di Edward Dmytryk (1956)
- L'ora scarlatta (The Scarlet Hour), regia di Michael Curtiz (1956)
- La notte dello scapolo (The Bachelor Party), regia di Delbert Mann (1957)
- La parola ai giurati (12 Angry Men), regia di Sidney Lumet (1957)
- Tormento di un'anima (Man on Fire), regia di Ranald MacDougall (1957)
- I bucanieri (The Buccaneer), regia di Anthony Quinn (1958)
- Il viaggio (The Journey), regia di Anatole Litvak (1959)
- Frenesia del delitto (Compulsion), regia di Richard Fleischer (1959)
- La città spietata (Town Without Pity), regia di Gottfried Reinhardt (1961)
- Il papavero è anche un fiore (Poppies Are Also Flowers), regia di Terence Young (1966)
- La caccia (The Chase), regia di Arthur Penn (1966)
- Il ponte di Remagen (The bridge at Remagen), regia di John Guillermin (1969)
- Tora! Tora! Tora!, regia di Richard Fleischer, Kinji Fukasaku, Toshio Masuda (1970)
- Interiors, regia di Woody Allen (1978)
- Superman II, regia di Richard Lester e, non accreditato, Richard Donner (1980)
- Creepshow, regia di George A. Romero (1982)
- Power - Potere (Power), regia di Sidney Lumet (1986)
- National Lampoon's Christmas Vacation - Un Natale esplosivo! (National Lampoon's Christmas Vacation), regia di Jeremiah S. Chechik (1989)
- Giochi d'adulti (Consenting Adults), regia di Alan J. Pakula (1992)
- Gli intrighi del potere - Nixon (Nixon), regia di Oliver Stone (1995)
- Potere assoluto (Absolute Power), regia di Clint Eastwood (1997)

### Televisione
- Lights Out – serie TV, episodi 3x09-3x46-4x50 (1950-1952)
- The 20th Century-Fox Hour – serie TV, episodio 1x03 (1955)
- General Electric Theater – serie TV, episodi 3x27-4x35 (1955-1956)
- Alfred Hitchcock presenta (Alfred Hitchcock Presents) – serie TV, episodio 3x02 (1957)
- The Alcoa Hour – serie TV, episodi 2x14-2x27 (1957)
- Le grandi fiabe (Shirley Temple's Storybook) - serie TV, episodio 1x01 (1958)
- Pursuit – serie TV, episodio 1x08 (1958)
- Westinghouse Desilu Playhouse – serie TV, episodio 1x22 (1959)
- Gli uomini della prateria (Rawhide) – serie TV, episodio 3x11 (1961)
- La parola alla difesa (The Defenders) – serie TV, 132 episodi (1961-1965)
- Il virginiano (The Virginian) – serie TV, episodi 9x08-9x14 (1970-1971)
- Mistero in galleria (Night Gallery) – serie TV, 1 episodio (1971)
- Ironside – serie TV, 1 episodio (1972)
- I nuovi medici (The Bold Ones: The New Doctors) – serie TV, 45 episodi (1969-1973)
- La sindrome di Lazzaro (The Lazarus Syndrome) – film TV (1979)
- La sindrome di Lazzaro (The Lazarus Syndrome) – serie TV, 1 episodio (1979)
- Un salto nel buio (Tales from the Darkside) – serie TV, episodio 3x11 (1986)
- Alfred Hitchcock presenta (Alfred Hitchcock Presents) – serie TV, 1 episodio (1986)
- La signora in giallo (Murder, She Wrote) – serie TV, episodio 5x15 (1989)
- The Tommyknockers - Le creature del buio (The Tommyknockers) – miniserie TV (1993)
- Chicago Hope – serie TV, 13 episodi (1994-1995)

## Doppiatori italiani
Nelle versioni in italiano delle opere in cui ha recitato, E.G. Marshall è stato doppiato da:
- Bruno Persa ne La montagna, La notte dello scapolo, La città spietata, Il papavero è anche un fiore, La caccia
- Manlio Busoni in Chiamate Nord 777, Il viaggio
- Augusto Marcacci in Criminale di turno, L'ammutinamento del Caine
- Gualtiero De Angelis ne I bucanieri, Frenesia del delitto
- Sergio Tedesco in Tora! Tora! Tora!, La signora in giallo
- Roberto Villa in Interiors, Power - Potere
- Gianni Musy in Giochi d'adulti, Potere assoluto
- Amilcare Pettinelli ne La lancia che uccide
- Lauro Gazzolo ne La mano sinistra di Dio
- Giorgio Capecchi ne Il calice d'argento
- Nando Gazzolo ne La parola ai giurati
- Roberto Bertea ne Il ponte di Remagen
- Sergio Rossi in Superman II
- Sandro Tuminelli in Creepshow
- Sergio Fiorentini in Kennedy
- Pino Locchi in Alfred Hitchcock presenta
- Pietro Biondi in National Lampoon's Christmas Vacation - Un Natale esplosivo!
- Mario Milita in Tommyknockers - Le creature del buio
- Sergio Graziani ne Gli intrighi del potere - Nixon
- Michele Kalamera ne Il calice d'argento (ridoppiaggio)